# Jwira-Pepesa (Sprache)
Jwira-Pepesa ist eine ghanaische Sprache und wird von 18.000 (2003) Sprechern in der südwestlichen Ecke Ghanas verwendet. 
Das Volk der Jwira lebt nördlich von Axim zwischen Bamiankaw und Humjibere entlang dem Ankobra Flusses in 18 Dörfern. Die Pepesa leben im Wasa-Land zwischen der Agona-Kreuzung und Tarkwa. Dompim ist die zentrale Stadt. Ein Bergkamm trennt die beiden Gruppen. 
Alternative Namen sind Pepesa-Jwira. Anerkannte Dialekte sind Jwira und Pepesa. Eine Übereinstimmung von 60 % zu Nzema wird angegeben. 